# 줄자

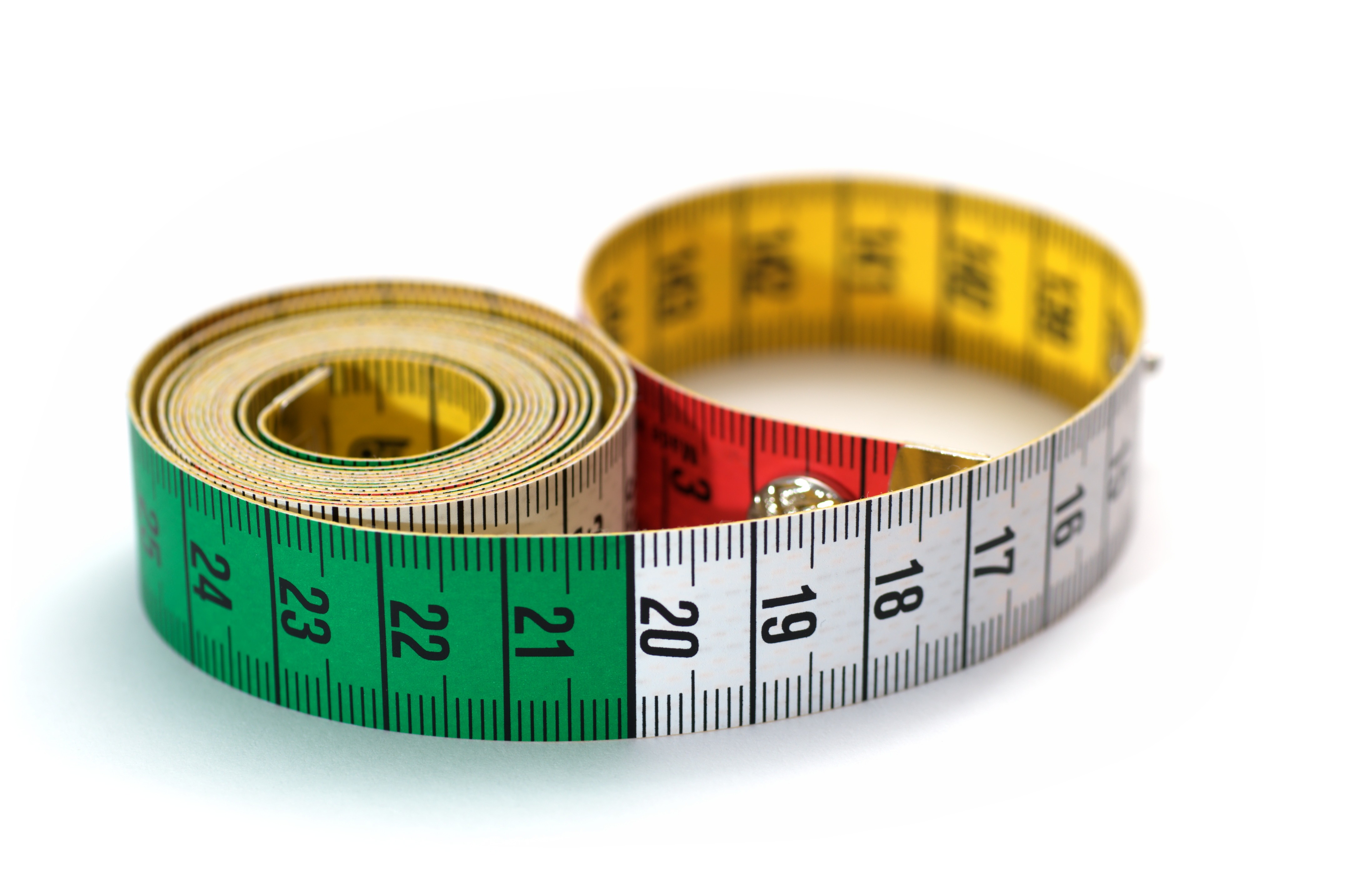
플라스틱 줄자 (센티미터)

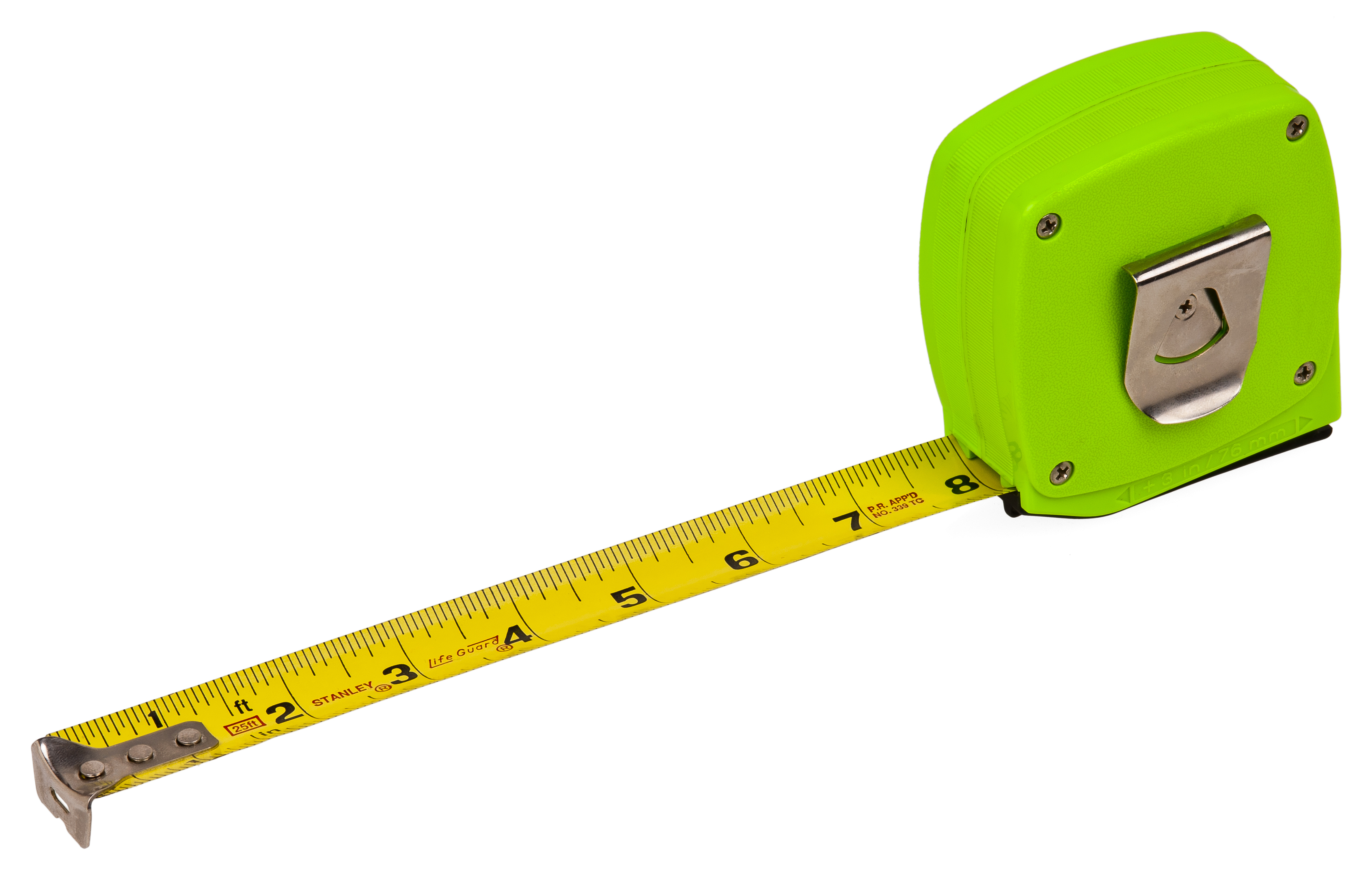
금속 줄자 (인치)

줄자(tape measure)는 거리를 재기 위해 사용되는 유연한 자이다.
선형 측정 마킹이 포함된 천, 플라스틱, 섬유유리, 금속 스트립의 리본으로 구성된다. 흔한 측정 도구이다. 유연한 설계 덕분에 주머니나 툴킷에 쉽게 휴대할 수 있고 상당히 긴 길이의 측정이 가능하며 여러 커브나 코너를 돌며 측정하는 것이 가능하다. 측량사들은 100미터가 넘는 길이의 줄자를 사용한다.

## 역사
사람들이 측정 장치를 사용한 최초의 기록은 로마 사람들에 의해서였고 가죽 형태의 마크 스트립을 사용하였으나 이는 줄자보다는 일반 자에 더 가까웠다.
1864년 12월 6일, #45,372 특허가 윌리엄 H. 뱅스(William H. Bangs)에게 발행되었다.

## 같이 보기
- 자 (도구)